# 山香
山香（学名：Mesosphaerum suaveolens）又名山粉圓、香苦草，为唇形科山香属下的一个种。原生於中南美洲熱帶地區。高1—1.5（3.3—4.9英尺），偶爾超過3（9.8英尺）。莖披毛，葉對生，開粉色或紫色花。

## 用途
其種子泡水後，假種皮會膨脹，外觀類似粉圓，可加入冷飲中增添口感及營養價值。

## 扩展阅读
- 維基物種上的相關：山香